# Crossing Jordan – Pathologin mit Profil
Crossing Jordan – Pathologin mit Profil ist eine auf Gerichtsmedizin konzentrierte Krimiserie, die seit dem 24. September 2001 vom amerikanischen Sender NBC ausgestrahlt wurde. Hauptdarstellerin war Jill Hennessy in der Rolle der schlagfertigen Kriminologin Dr. Jordan Cavanaugh. Am 16. Mai 2007 wurde in den USA die letzte Folge der Serie ausgestrahlt.
In Deutschland lief „Crossing Jordan“ seit dem 15. April 2003 bei VOX, die letzte Folge der Serie war am 15. Februar 2008 zu sehen. Inzwischen wurde die Serie mehrfach komplett wiederholt u. a. bei den Sendern Vox, Tele 5 und Super RTL. Außerdem wurde sie beim Pay-TV-Sender 13th Street Universal sowie auf 3+ in der Schweiz ausgestrahlt.

## Handlung
Jordan Cavanaugh kehrt nach Jahren in ihre Heimatstadt Boston zurück und bittet ihren alten Chef, den Gerichtsmediziner Dr. Garret Macy, um einen Job; einst verließ sie die Abteilung im Streit mit ihren Vorgesetzten, weil diese ihre ständigen Einmischungen in polizeiliche Ermittlungen nicht mehr duldeten. Gegen besseres Wissen stellt Macy, nach Jahren des Wartens endlich zum Chief Medical Examiner, dem Chef der Gerichtsmedizin, befördert, Jordan wieder ein.
So trifft Jordan auch wieder auf ihren Vater Max, mit dem sie von jeher eine komplizierte Beziehung hatte; einst fand sie als 10-Jährige ihre niedergestochene Mutter in der Küche des Elternhauses. Max, damals selbst Polizist, wurde als Verdächtiger kurzzeitig verhaftet und behielt nur mit Mühe das Sorgerecht, obwohl er entlastet wurde. Später brachte er seiner Tochter eine gefährliche Methode der Verbrechensrekonstruktion bei: Sie versetzten sich in die Mörder und die Opfer und kamen ihnen dabei psychisch oft gefährlich nah.
Nun beginnen die beiden erneut mit diesen Rückblenden, während Jordan auch der Gedanke an den nie gefundenen Mörder ihrer Mutter nicht loslässt.
Nach einiger Zeit bekommt Jordan immer mehr Hinweise auf ihre Kindheit, ihre Familie und den Mord an ihrer Mutter. Doch ihr Vater Max hüllt sich in Schweigen, was seine verstorbene Frau betrifft. Auch als Jordan herausfindet, dass sie kein Einzelkind ist, sondern einen älteren, psychopathischen Bruder namens James hat, macht er keine Anstalten, ihr beim Finden der Wahrheit zu helfen.
Er vermeidet es immer wieder, ihre Fragen zu dem Thema zu beantworten, indem er ausweicht oder ihr sagt, sie solle das Thema ruhen lassen.
Es stellt sich heraus, dass ihre Mutter psychisch krank war und einen kurzen Aufenthalt in der Nervenklinik hatte.
Max hatte James vor Jordans Geburt an eine Familie gegeben, die zuvor ihr eigenes Kind verloren hatte. Dies wurde nie amtlich erfasst.
Als Grund erzählt er Jordan, dass seine psychisch kranke Frau dem Baby James etwas antun wollte. Jordan erinnert sich außerdem an eine Szene in ihrer Kindheit, in der sie ihre Mutter mit einem zerbrochenen Spiegel in der Hand im Badezimmer findet, woraus sie schließt, dass sich diese etwas antun wollte.
Max’ Motive für die Weitergabe des Babys James bleiben jedoch zweifelhaft, da ihm James unterstellt, er habe ihn weggegeben, weil James nicht Max’ leiblicher Sohn war und er dies nicht ertragen könne.
Erst im Alter von 10 Jahren erfuhr James zufällig die Wahrheit und verließ danach seine nicht leiblichen Eltern.
Außerdem findet Jordan heraus, dass ihre Mutter ein Verhältnis mit einem früheren Kollegen ihres Vaters, Thomas Malden, hatte. Dieser ist somit James’ Vater.
Thomas Malden fand am Tag vor dem Tod von Jordans Mutter die Wahrheit über seinen unehelichen Sohn heraus und wollte deshalb James umbringen lassen.
James war daraufhin gezwungen, einen anderen Polizisten, der mit dem Mord an ihm beauftragt war, zu töten. Deshalb war er anschließend auf der Flucht und konnte viele Jahre keinen Kontakt zu Jordan aufnehmen.
Zum Ende der zweiten Staffel kommen viele Details dazu ans Licht, als Jordan ein lange Zeit von ihr gesuchtes Fahrzeug wieder findet, für das sie von einem Familien-Mörder ein Jahr zuvor den Namen des Fahrzeugs und den Autoschlüssel erhalten hatte.
In diesem Fahrzeug werden die Knochen des von James getöteten Polizisten entdeckt, so dass sowohl die Polizei als auch Jordan unabhängig voneinander, mit unterschiedlichen Motiven, nach James suchen.
Bei einem Treffen von Jordan mit James in ihrer Wohnung erfährt sie weitere Details und findet damit die Wahrheit über James leiblichen Vater Thomas Malden heraus.
Im Büro von Thomas Malden stellt sie diesen zur Rede, wird von diesem allerdings mit einer Droge gefügig gemacht und betäubt.
Zusammen mit Jordan gelangt dieser in James’ Wohnung, bei dem es offenbar zum Kampf kommt und Thomas Malden von James erschossen wird.
Max, der inzwischen selbst die Wahrheit über Thomas Malden und James erfahren hat, erreicht ebenso die Wohnung und gibt zum Schutz von James, der inzwischen auf der Flucht ist, einen Schuss auf den bereits toten Thomas Malden ab.
Det. „Woody“ Hoyt trifft, da Max seine Autoschlüssel beim Gehen mitgenommen hat, verspätet in dieser Wohnung ein und findet dort, nachdem er im Treppenhaus einige Schüsse aus der Wohnung gehört hat, Max mit abgefeuerter Waffe vor.
In der Schlusseinstellung der letzten Folge in Staffel 2 zielen Max und Woody mit ihren Waffen aufeinander.
In der nachfolgenden Folge ist Max erst einmal auf der Flucht, da man ihn anfangs für den Mörder von Thomas Malden hält.
Es stellt sich im Lauf der Folge jedoch heraus, dass James ihn erschossen hat. Außerdem hält Woody anfangs Jordan für die Mörderin und geht davon aus, dass Max ursprünglich Jordan decken und zur Flucht verhelfen wollte.
Diese wacht inzwischen, noch von Thomas Malden teilweise betäubt, auf der Seitenstraße neben der Wohnung auf und begegnet auf der Straße dem inzwischen eingetroffenen Garret Macy, der den Mord an Thomas Malden untersuchen soll.
Nachdem durch die Polizei und die Gerichtsmedizin immer mehr Details zum Tod von Thomas Malden bekannt werden und damit Max und Jordan unschuldig sind, kann James in dessen früheren Wohnung, deren Gebäude inzwischen generalsaniert wird, gefunden und von Jordan, Woody sowie dessen Kollegin Annie Capra gestellt werden. Während Jordan mit James reden will, zielen Woody und Annie einige Meter dahinter jedoch mit ihren Waffen auf James.
James steht dabei am Rand der Wohnung, in der aufgrund der Generalsanierung keine Fenster eingebaut sind. Kurz danach, vermeintlich weil James keinen Ausweg mehr sieht, stürzt er sich durch die Öffnung in der Wohnung ins Freie und landet dadurch in den hinter dem Haus verlaufenden Fluss. Die Leiche ist jedoch nicht auffindbar.
Wer Jordans Mutter tatsächlich getötet hat, bleibt zunächst unklar.
Der junge Detective Woody Hoyt spielt nach und nach eine immer größere Rolle in Jordans Leben. Er wird ihr bester Freund und rettet sie nicht selten aus gefährlichen Situationen. Seine Gefühle für sie erwidert Jordan auf Grund ihrer Beziehungsängste lange nicht, obwohl es nach einiger Zeit in einer anfangs aussichtslosen Notlage zu einem Kuss am Lagerfeuer kommt. Nach einiger Zeit, besonders als sie den Kontakt zu ihrem Vater erneut verliert und eine andere Frau, ihre Kollegin Devan Maguire, Interesse an Woody zeigt, merkt Jordan, dass er ihr mehr bedeutet, als sie vermutet hatte. Ihre endgültigen Gefühle für ihn werden ihr allerdings erst klar, als Woody angeschossen wird und in Lebensgefahr schwebt.
Im beruflichen, aber auch im privaten Umfeld, ist Jordan selten auf sich allein gestellt.
Ihre Kollegen Nigel, Bug, Lily, Trey und auch ihr Chef Garret stehen meist hinter ihr und unterstützen sie, so gut sie können. Die Besetzung des Gerichtsmedizinischen Instituts wird durch Erfolge, Tragödien und auch Niederlagen mit den Jahren immer weiter zusammengeschweißt und schon bald sehen sie sich nicht mehr als bloße Arbeitskollegen, sondern als eine Familie, in der sich jeder auf jeden verlassen kann.
Auch Trey Sanders, der kurze Zeit vor ihr bei der Bostoner Gerichtsmedizin anfängt, wird für sie zum guten Freund.
Dieser verlässt jedoch zum Ende der ersten Staffel die Gerichtsmedizin. Die Gründe für den Wechsel bleiben unklar.
Am Ende der sechsten Staffel wird das Team um Jordan in einen Flugzeugabsturz verwickelt. Während Bug noch immer glaubt, dass er seine geliebte Lily und seine Tochter Madeleine nie wieder sehen wird oder nicht weiß, wann er sie wiedersehen wird, erkennen Jordan und Woody, dass sie sich noch immer lieben. Am Ende küssen sich die beiden und alle werden gefunden und gerettet.

## Figuren

### Garret Macy
Garret Macy ist ein erfahrener Pathologe und Chef der Gerichtsmedizin.
Er wirkt meist reserviert und angespannt, bleibt beruflich gerne professionell, lacht sehr selten und dann nur sehr zurückhaltend.
Garret ist seit einigen Jahren von seiner Frau Maggie geschieden und hat mit ihr eine Tochter namens Abby. Seine Tochter geht inzwischen auf das College, hat aber gelegentlich Schwierigkeiten, auch mit ihrem Vater.
Deshalb haben Garret und seine Tochter anfangs ein angespanntes Verhältnis.
Seine Ex-Frau lebt zu Beginn der Serie mit ihrem neuen Partner in dem Haus, in welchem Garret früher mit seiner Frau wohnte.
Später trennt sich seine Ex-Frau von ihrem neuen Partner und Garrett beginnt nach einiger Zeit eine vor allem sexuell basierte Beziehung mit seiner Ex-Frau.
Garret hofft, wieder mit seiner Ex-Frau zusammenzukommen.
Nach einiger Zeit erfährt seine Tochter von dieser Beziehung und zeigt dafür Verständnis.
Später gesteht sich Garret jedoch ein, dass diese Beziehung für ihn nicht erfüllend ist und sich seine Hoffnung, wieder mit seiner Frau zusammenzukommen, nicht erfüllen wird.
Zu Beginn der ersten Staffel schwärmt außerdem Lily Lebowski für Garret.
Während sie anfangs nur versteckte Andeutungen macht, wird sie nach einiger Zeit offensiver und lädt ihn mehrfach zu einem Date ein.
Garret geht zu Beginn nicht darauf ein, erst später geht er mit Lily einige Male aus, es kommt aber zu keiner Beziehung oder Affäre.
Nachdem Lily zum Ende der ersten Staffel aus familiären Gründen, aber auch aufgrund der ungeklärten Situation mit Garret, Boston verlässt, kann er sie zu Beginn der zweiten Staffel zur Rückkehr und Wiedereinstellung mit neuer beruflicher Position bewegen.
Trotzdem geht das Verhältnis nicht über die berufliche Ebene hinaus, so dass ihr Verhältnis zueinander weiter angespannt bleibt.
Nachdem Lily zu Beginn der dritten Staffel Garret deutlich ihre Meinung zu dieser Situation mitteilt und ihm vorwirft, er sei in ein Feigling, kommt es zu einem Kuss, der jedoch ohne weitere Folgen bleibt.
Außerdem hat Garret eine Zeit lang eine Affäre mit der Staatsanwältin Renee Walcott, der er anfangs nicht traut und die er, wie er ihr später selbst sagt, nicht ausstehen kann.
Trotzdem kommt es bei einem Fall, bei dem beide in einer anderen Stadt ein Einzelzimmer haben und der beide psychisch beansprucht, zu einer Liebesnacht.
Auch nach der Rückkehr nach Boston setzen die beiden ihre sexuelle Beziehung fort, halten diese jedoch vor anderen vorborgen.
Dadurch kommt es immer wieder zu Spannungen zwischen beiden, da sie sich zwar privat treffen, aber im beruflichen Umfeld häufig unterschiedlicher Meinung sind und sich sogar, auch im Beisein ihrer Kollegen, über diese Aspekte streiten.
So kommt es auch vor, dass beide mit unterschiedlichen Ansichten und Motiven in den Fällen ermitteln müssen oder Renee Walcott in ihrer Funktion als Staatsanwältin gegen Garret und seine Mitarbeiter ermitteln muss.

### Elaine Duchamps
Zu Beginn der zweiten Staffel wird, auf Entscheidung der Staatsanwältin Renee Walcott, die Pathologin Elaine Duchamps in der Abteilung von Garret Macy eingestellt.
Während ihre persönlichen Motive und Hintergründe zunächst unklar bleiben, geht Garret zunächst davon aus, dass sie ihn ausspionieren und Fehler in seiner Arbeit aufdecken soll.
So dass Garret annimmt, er soll später durch Elaine ersetzt werden kann.
Elaine Duchamps stirbt im Lauf der Staffel plötzlich an einer Vergiftung, die auch einen Wachmann des Gebäudes getötet hat. Auch Peter Winslow, der kurze Zeit danach dort anfangen soll, und später Garret Macy sind von der Vergiftung betroffen.
Während Peter und Garret durch Herausfinden der Ursache und Transport in einem Rettungshubschrauber gerettet werden können, ist es für Elaine zu spät.
Peter ist außerdem der einzige, der auch einige Zeit später noch von Elaines Tod betroffen ist, während die anderen Mitarbeiter zur Tagesordnung übergehen.

### Peter Winslow
Peter Winslow ist ein Mediziner mit wohlhabenden Eltern, der durch seine frühere Frau mit verschiedenen Drogen in Kontakt kam, einen Entzug mache und später kurzzeitig rückfällig wird.
Durch diese Drogensucht hat er auch seine vorherige Stelle als Gerichtsmediziner verloren.
Aufgrund seiner Vergangenheit misstraut ihm Garret Macy anfangs und hinterfragt Peters Motive.
Peter hilft später der Polizei, den Tod seiner Ex-Frau zu klären. Dabei kann er die Vergehen seines und ihres früheren Arztes, der Medikamente illegal an seine Patienten verkauft, aufdecken und überführen.
Durch seine Arbeit wie auch persönliche Entwicklung, von den Drogen loskommen zu wollen, und ein psychologisches Gutachten erlangt er allmählich das Vertrauen von Garret Macy.
Obwohl schon vorher eingestellt, tritt Peter damit indirekt die Nachfolge von Elaine an.

## Besetzung
| Rollenname                                                                      | Schauspieler           | Hauptrolle | Hauptrolle | Nebenrolle | Nebenrolle  | Deutsche Synchronstimme | Funktion                                        |
| Rollenname                                                                      | Schauspieler           | Staffeln   | Episoden   | Staffeln   | Episoden    | Deutsche Synchronstimme | Funktion                                        |
| ------------------------------------------------------------------------------- | ---------------------- | ---------- | ---------- | ---------- | ----------- | ----------------------- | ----------------------------------------------- |
| Dr. Jordan Cavanaugh                                                            | Jill Hennessy          | 1–6        | 1–117      |            |             | Anke Reitzenstein       | Gerichtsmedizin                                 |
| Dr. Garret Macy                                                                 | Miguel Ferrer          | 1–6        | 1–117      |            |             | Lutz Mackensy           | Chief Medical Examiner                          |
| Dr. Mahesh „Bug“ Vijay (offizieller Nachname: Vijayaraghavensatyanaryanamurthy) | Ravi Kapoor            | 1–6        | 1–117      |            |             | Marius Clarén           | Gerichtsmedizin                                 |
| Lily Lebowski                                                                   | Kathryn Hahn           | 1–6        | 9–117      | 1          | 2–8         | Katrin Zimmermann       | Trauerbegleiterin                               |
| Dr. Nigel Townsend                                                              | Steve Valentine        | 1–6        | 10–117     | 1          | 1–9         | Oliver Feld             | Forensik                                        |
| Lt. Max Cavanaugh                                                               | Ken Howard             | 1–3        | 1–58       | 4          | 73          | Jürgen Kluckert         | Jordans Vater, ehemaliger Polizist, Barbesitzer |
| Dr. Trey Sanders                                                                | Mahershalalhashbaz Ali | 1          | 1–19       |            |             | Torsten Michaelis       | Gerichtsmedizin                                 |
| Det. Woodrow „Woody“ Hoyt                                                       | Jerry O’Connell        | 4–6        | 59–117     | 1–3        | 11–58       | Uwe Büschken            | Polizei                                         |
| Dr. Elaine Duchamps †                                                           | Lorraine Toussaint     | 2          | 24–35      |            |             | Martina Treger          | Gerichtsmedizin                                 |
| Dr. Peter Winslow                                                               | Ivan Sergei            | 2, 3       | 39–58      | 2          | 35–38       | Boris Tessmann          | Gerichtsmedizin                                 |
| Det. Tallulah „Lu“ Simmons †                                                    | Leslie Bibb            | 5          | 80–100     | 2, 6       | 30, 101–103 | Tanja Geke              | Polizei                                         |
| Dr. Kate Switzer                                                                | Brooke Smith           |            |            | 6          | 101–117     | Martina Treger          | Gerichtsmedizin                                 |

### Gastauftritte
| Name                  | Episoden               | Funktion/Anmerkungen                                                                                               |
| --------------------- | ---------------------- | --- |
| Mia Korf              | 1.01                   | Dr. Yacura |
| Tamlyn Tomita         | 1.02, 1.05, 1.08       | Dr. Yacura |
| D.W. Moffett          | 1.02, 1.05, 1.10, 1.16 | Detective Eddy Winslow                                                                                             |
| Shawn Christian       | 1.06, 1.08, 1.09       | Reporter Adam Flynn                                                                                                |
| Chris Noth            | 1.08, 1.09             | FBI-Agent Haley |
| Robert Picardo        | 1.13                   | Pfarrer Bruno Casnelli                                                                                             |
| Steven Culp           | 1.14                   | Detective |
| Mark Pellegrino       | 1.16                   | Dealer |
| Carlos Gomez          | 1.18                   | Captain Davis |
| Max Perlich           | 1.18                   | Chill |
| Carl Reiner           | 1.19                   | Macys Vater |
| Brian Stokes Mitchell | 1.19, 1.21             | Jay Myers |
| Dan Butler            | 1.20                   | Arnold Hummer |
| Željko Ivanek         | 1.20                   | Dr. McCafferty |
| Reginald VelJohnson   | 1.21                   | Apotheker |
| Jack Klugman          | 1.21                   | Leo Gelber |
| William Russ          | 2.01                   | Jack Olson |
| John de Lancie        | 2.04                   | Gerichtsmediziner Thaxton                                                                                          |
| Matthew Glave         | 2.06                   | FBI Special Agent Aaron Miller                                                                                     |
| Ron Canada            | 2.06                   | Mr. Brody |
| Michael J. Harney     | 2.06                   | John Morrissey (Der Attentäter)                                                                                    |
| Wade Williams         | 2.06                   | FBI Kriminologe Barker                                                                                             |
| Dennis Christopher    | 2.06                   | Charles Rutledge                                                                                                   |
| Fredric Lehne         | 2.06                   | John Roberts |
| Roxana Zal            | 2.15                   | Mrs. Strahan |
| James Avery           | 2.16                   | Dr. Erkhart |
| Judith Hoag           | 2.16                   | Alice Ross |
| Linda Purl            | 2.16                   | Joan |
| Clayton Rohner        | 2.16                   | Henry Ross |
| Spencer Garrett       | 2.16                   | Mitarbeiter von Paramax Industries                                                                                 |
| Stephanie Zimbalist   | 2.17                   | Mrs. Sullivan |
| Carol Potter          | 2.17                   | Leslie Winton |
| David Naughton        | 2.17                   | DA Jenetta |
| Julia Campbell        | 2.18                   | Maddy Whitford |
| Michael Paul Chan     | 2.18                   | Yoshi |
| Colin Ferguson        | 2.19                   | Brad Ferris |
| Clint Howard          | 2.19                   | Gil Runkis |
| Charlie O’Connell     | 2.20                   | Calvin „Cal“ Hoyt (Bruder von Detective Woody Hoyt)                                                                |
| Alicia Coppola        | 2.20                   | Detective Meredith „Merry“ Stackhouse                                                                              |
| Robyn Lively          | 2.21                   | Connie |
| Bernard White         | 2.21                   | Martin Vezned / Mr. Jones                                                                                          |
| Edward Herrmann       | 2.22                   | Captain Thomas Malden (leiblicher Vater von James Horton)                                                          |
| Richard Biggs         | 3.09                   | Dr. Russell Flynn                                                                                                  |
| Emily Deschanel       | 3.09                   | Michelle |
| John D'Aquino         | 3.10                   | Harold Fallon |
| Silas Weir Mitchell   | 3.10                   | Frank Jones |
| Patti Yasutake        | 4.08                   | Mika Yamamoto |
| Denise Crosby         | 4.08                   | Carla Moran |
| James Read            | 4.12                   | Dean William Hargrave                                                                                              |
| Bruce Boxleitner      | 4.12                   | Foster Eldridge |
| Gina Gershon          | 4.19                   | Charlie |
| Jeffrey Donovan       | 6.02, 6.07, 6.08, 6.15 | William Ivers |
| Emy Coligado          |                        | Bürohilfe Emmy, 24 Gastauftritte                                                                                   |
| Susan Gibney          |                        | Renee Walcott (Distrikt-Staatsanwältin + zeitweilige Geliebte nach der Trennung vom Garret Macy), 14 Gastauftritte |
| David Monahan         |                        | Detective Matt Seely, 14 Gastauftritte                                                                             |
| Eugene Byrd           |                        | Dr. Sidney Trumaine, 13 Gastauftritte                                                                              |
| Charles Mesure        |                        | J.D. Pollack (Reporter / Jordans Freund), 12 Gastauftritte                                                         |
| Alex McKenna          |                        | Abby Macy (Tochter von Garret Macy), 12 Gastauftritte                                                              |
| Jennifer Finnigan     |                        | Devan Maguire (Praktikantin), 10 Gastauftritte                                                                     |
| Wallace Shawn         |                        | Dr. Howard Stiles (Psychologe), 8 Gastauftritte                                                                    |
| Lindsay Frost         |                        | Maggie Macy (Ex-Frau von Garret Macy / zeitweilige Geliebte nach der Trennung von ihm), 7 Gastauftritte            |
| Arija Bareikis        |                        | Annie Capra (Detective), 5 Gastauftritte                                                                           |
| Michael T. Weiss      |                        | James Horton (Jordans Halbbruder mütterlicherseits), 4 Gastauftritte                                               |
| Sandra Bernhard       |                        | Roz Framus, 2 Gastauftritte                                                                                        |
| Darren Pettie         |                        | Detective Rohrbach, 2 Gastauftritte                                                                                |

## Hintergrund

### Konzept
Von Anfang an lebte Crossing Jordan vor allem von den spritzig-zynischen Dialogen der Akteure und der interessanten und vielseitigen Charakterdarstellung der Figuren: die Hauptfigur ist nicht als klassische Heldin konzipiert.
Die Konzeption des kriminologischen Aspektes der Serie veränderte sich im Laufe der Zeit: in der ersten Staffel waren in jeder Folge Jordan und mindestens ein anderer Charakter an dem „Hineinversetzungs-Ritual“ beteiligt, in dem durch Rückblenden und Special Effects die Realität und die erdachten Verbrechensabläufe vermischt wurden. Die Macher betrachteten die Idee aber ab Mitte der zweiten Staffel als ausgereizt und verlegten sich auf eine abwechslungsreichere Herleitung der Verbrechen.

### Vorspann
Während der ersten Staffel besteht der Vorspann aus kurzen Sequenzen, in denen vor allem Jordan Cavanaugh im Profil, teilweise als Person und teilweise nur mit dem Gesicht, zu sehen ist. Hierfür verwendete man eine Titelmusik mit irischen Klängen, die von Wendy Melvoin und Lisa Coleman als Teil des Duos Wendy and Lisa speziell für die Serie geschrieben wurde.
Ergänzend dazu werden die Namen der Hauptdarsteller bereits zu Beginn der Folgen aufgezählt.
Mit der zweiten Staffel wurde ein neuer Vorspann eingeführt, der abwechselnd aus Gerätschaften oder medizinischen Produkten und einer kurzen Sequenz mit je einem Hauptdarsteller besteht. Die einzelnen Sequenzen bestehen aus kurzen Szenen, in der der jeweilige Charakter in verschiedenen Situationen zu sehen ist. Zu jedem Darsteller wird jeweils der Name nach dessen Sequenz, in Kombination mit dem jeweiligen Gerät oder medizinischen Produkt aus dem Aufgabengebiet der jeweiligen Person, eingeblendet. Auch der Name des Produzenten Tim Kring ist in der letzten Sequenz mit dem Zusatz 'Created by' zusammen mit einem Gerät aus der Gerichtsmedizin zu sehen.
Für diesen neuen Vorspann wurde eine komplett neue Titelmusik verwendet, die dem Bereich Pop zugeordnet werden kann.
Während der Folgen 2.13 bis 2.15 ist statt eines siebten Hauptdarstellers eine kurze Sequenz mit Jordan Cavanaugh und ihrem Vater zu sehen. Die Schluss-Einstellung mit dem Namen des Produzenten wurde anschließend ein wenig verlängert, so dass dies zeitlich angepasst wurde.

### Trivia
- Der Titel „Crossing Jordan“ hat im Englischen eine Mehrfachbedeutung: er bedeutet sowohl „Jordan in die Quere kommen“ bzw. „Jordan über den Weg laufen“ als auch „über den Jordan gehen“ (sterben).
- Der Beginn der dritten Staffel verzögerte sich im Jahr 2003, da Hauptdarstellerin Jill Hennessy mit ihrem Sohn Marco schwanger war. Auch nach der Geburt trat sie durch die Mutterschaft für den Rest der Staffel nur selten auf, was dazu führte, dass für die übrigen Folgen die anderen Darsteller und ihre Figuren in den Vordergrund traten. Dadurch wurden die einzelnen Charaktere in Crossing Jordan überdurchschnittlich stark beleuchtet und vertieft. Von Kritikern wurde der Erfolg der Besetzung, die Serie auch ohne die Hauptdarstellerin auf guten Quoten zu halten, vielfach gelobt.
- Obwohl Jerry O’Connell seit 2002 (genauer Episode 1.11) regelmäßige Gastauftritte als Woody Hoyt hat und praktisch in allen Folgen der dritten Staffel auftritt, gehört er erst ab der vierten Staffel zur Stammbesetzung.
- In der Serie gibt es immer wieder Anspielungen oder direkte Erwähnungen von bekannten Filmen und Serien, so z. B. die Serie Buffy – Im Bann der Dämonen in Folge 3.04 oder Quincy in Folge 2.20.
- Auch zahlreiche Schauspieler und andere Filmschaffende (z. B. Regisseure) werden immer wieder in der Serie erwähnt oder darauf angespielt, so etwa Quentin Tarantino (als Regisseur) in Folge 2.21 oder George Clooney als Arzt der Serie Emergency Room – Die Notaufnahme. George Clooney wird hier allerdings nur als Clooney aus der Notfallserie erwähnt.
- Die Folge 2.20 Aus heiterem Himmel dreht sich hauptsächlich um Det. „Woody“ Hoyt. Die Folge spielt nach einer kurzen Sequenz in der Pathologie zu Beginn der Folge kurzzeitig im Heimatort von Det. Hoyt und anschließend hauptsächlich in Los Angeles. Jordan Cavanaugh taucht nur anfangs, während einer kurzen Sequenz in der Mitte und in der Schlusseinstellung auf. Alle anderen Hauptdarsteller sind in dieser Folge nicht zu sehen.
- In der Folge 2.20 Aus heiterem Himmel spielt außerdem Charlie O’Connell als Det. Hoyts Bruder mit. Charlie O’Connell ist Jerry O’Connells Bruder und hat mit ihm zusammen auch in der Serie Sliders – Das Tor in eine fremde Dimension mitgewirkt, wo er ebenso dessen Bruder spielte.
- Die Folge 3.03 Kalte Spuren weist während der Szenen, in der Jordan Cavanaugh als Geschworene berufen ist und sich mit den 11 weiteren Geschworenen berät, einige Parallelen zum Film Die zwölf Geschworenen auf. Wie im Film geht es Jordan darum, sich vor einer vorschnellen Verurteilung erst alle Beweise anzusehen und stellt hier ebenso die zweifelsfreie Beweiskraft einiger Beweise und Aussagen in Frage. Obwohl sie anfangs mit nicht schuldig stimmt, was zu Verärgerung der anderen Geschworenen führt, überzeugt sie mit ihrer Haltung nach und nach andere Geschworene. Letztendlich kann sie auch den letzten Geschworenen, der bis zum Schluss auf seiner Stimme schuldig beharrt und sich als skrupelloser Ex-Polizist herausstellt, auch dessen Motive für eine Verurteilung hinterfragen und ihn damit vom Urteil nicht schuldig aufgrund begründeter Zweifel überzeugen. Anders als im Film Die zwölf Geschworenen, der fast ausschließlich im Beratungsraum spielt, sind in dieser Folge jedoch fast alle anderen Hauptdarsteller in ihren jeweiligen Funktionen zu sehen, so dass durch die Gerichtsmedizin die ursprünglichen Beweise und die Leiche nach 10 Jahren nochmals untersucht werden, so dass die Folge einerseits wiederholt zwischen Gerichtsmedizin und Beratungsraum wechselt. Darüber hinaus stellt sich durch eine Nachbearbeitung einer Video-Aufnahme zum Schluss der Folge der tatsächliche Mörder heraus. Im Film Die zwölf Geschworenen dagegen bleibt die weitere Klärung des Mords offen.
- Obwohl Ken Howard während der ersten drei Staffeln als Hauptdarsteller genannt wird, ist seine Figur Max Cavanaugh in Staffel 2 nicht in allen Folgen zu sehen.
- Der Pathologe Trey Sanders, gespielt von Mahershalalhashbaz Ali ist in den letzten Folgen der ersten Staffel nicht mehr zu sehen, obwohl weiterhin als Hauptdarsteller genannt. Ab Staffel 2 gehört er nicht mehr zur Besetzung. Die weitere Zukunft wie auch der Ausstieg der Figur bleibt ungeklärt. Allerdings wird während der ersten Staffel mehrfach wiederholt, dass er ein Stipendium habe. Somit ist es möglich, dass dies beendet war oder er versetzt wurde.
- In verschiedenen Folgen (u. a. in Folge 3.03 Kalte Spuren) ist kurz ein Liefer-Fahrzeug der Firma FedEx zu sehen, das auf der Straße vor dem Pathologie-Gebäude zwischen anderen Fahrzeugen parkt. Dies kann als Produktplatzierung verstanden werden.
- Ethan Sandler spielt in Episode 2.05 (As If By Fate, dt.: Blind Date) einen Anwalt, der bei einem Zugunglück stirbt. Ab Staffel 5 ist er Staatsanwalt (ADA) Jeffrey Brandau.
- Der Name von Dr. Mahesh „Bug“ Vijay lautet vollständig Dr. Mahesh Vijayaraghavensatyanaryanamurthy. Seine Kosename ist dabei eine Anspielung auf seine Leidenschaft, sich mit Käfern und anderen Randgebieten der Pathologie zu beschäftigen.
- Es gibt fünf Crossover mit der Serie Las Vegas.
- Wie auch in CSI: Den Tätern auf der Spur wird indirekt Produktplatzierung für unterschiedliche Unternehmen im Bereich der Labortechnik bzw. Analysesysteme betrieben, die kurzzeitig in verschiedenen Szenen zu sehen sind.
- Crossing Jordan ist eine von vielen US-Serien, die zum CSI-Effekt beigetragen haben sollen.
- Bisher ist lediglich die erste Staffel der Serie auf DVD erschienen, publiziert durch Universal Studios. Berichten zufolge scheitert die Veröffentlichung der weiteren Staffeln an Problemen mit den Urheberrechten der zahlreichen Musikstücke in der Serie. Am 15. Mai 2015 jedoch, erschien eine erneute Publikation der ersten Staffel durch Koch Media, dieses Mal auf DVD und BluRay.[2] Während die zweite Staffel im Herkunftsland USA bisher nicht veröffentlicht wurde, erschien diese in Deutschland am 10. September 2015, ebenfalls über Koch Media.[3]
- Alicia Coppola spielt in Episode 2.20 (Sunset Division, dt.: Aus heiterem Himmel) Meredith Stackhouse, Polizistin einer Elitegruppe in Los Angeles. In Episode 5.07 (Road Kill, dt.: Pakt mit dem Bösen) ist sie als verurteilte Serienmörderin Ryan Kessler zu sehen.